# Fonte delle Bussare
Fonte delle Bussare este o arie protejată (arie specială de conservare — SAC, sit de importanță comunitară — SCI) din Italia întinsă pe o suprafață de 9,26 ha, integral pe uscat.

## Localizare
Centrul sitului Fonte delle Bussare este situat la coordonatele 43°18′22″N 13°14′10″E / 43.306111°N 13.236111°E.

## Înființare
Situl Fonte delle Bussare a fost declarat sit de importanță comunitară în iunie 1995 pentru a proteja 3 specii de animale. Situl a fost protejat și ca arie specială de conservare în aprilie 2016.

## Biodiversitate
Situată în ecoregiunea continentală, aria protejată conține 1 habitat natural: Formațiuni stabile xerotermofile de Buxus sempervirens pe pante stâncoase (Berberidion p.p.).
La baza desemnării sitului se află mai multe specii protejate:
- păsări (2): presură de grădină (Emberiza hortulana), sfrâncioc roșiatic (Lanius collurio)
- nevertebrate (1): rădașcă (Lucanus cervus)